# پسفیک پیرل ایرویز
پسفیک پیرل ایرویز (به انگلیسی: Pacific Pearl Airways) یک شرکت هواپیمایی است که در ۲۰۰۶ میلادی تأسیس شده‌است. دفتر مرکزی پسفیک پیرل ایرویز در ماکاتی، فیلیپین واقع شده‌است و قطب این شرکت هواپیمایی در فرودگاه بین‌المللی سوبیک بی قرار دارد و به ۴ مقصد، پرواز انجام می‌دهد.